# 門奇庫雷
門奇庫雷（羅馬化：Menchykury）是位於烏克蘭東南部的村莊，由扎波羅熱州梅利托波爾區的韋塞萊市鎮負責管轄。該村始建於1827年，面積6.07平方公里，海拔高度74米，2001年人口1,527，人口密度每平方公里251.6人。